# یواس‌اس ویگور (ای‌ام-۴۷۳)
یواس‌اس ویگور (ای‌ام-۴۷۳) (به انگلیسی: USS Vigor (AM-473)) یک کشتی بود که طول آن ۱۷۲ فوت (۵۲ متر) بود. این کشتی در سال ۱۹۵۳ ساخته شد.